# メルセデス・ベンツ・C11
メルセデス・ベンツ・C11は1990年世界スポーツプロトタイプカー選手権（WSPC）用にザウバーが製作したグループCカーである。

## 概要
前年度のザウバー・C9の発展型で、C9同様メルセデス製4,973ccV型8気筒ツインターボのM119を搭載する。シャシはC11からカーボンモノコックを採用することになったが開発は難航し、モノコックの剛性が目標の水準に達しなかったため一からやり直すことになり、1989年デビューの予定が1年ずれ込むことになった。タイヤは前年までのミシュランからグッドイヤーに変更した。なおマシン名はこのC11から「ザウバー」が外れ「メルセデス・ベンツ」となった。
最終セッティングは「レースで勝てる車に」というオーダーとともにポルシェに委託された。

## 戦績
デビュー戦は1990年世界スポーツプロトタイプカー選手権（WSPC）開幕戦鈴鹿だったが、予選でクラッシュし決勝は欠場、決勝にはC9で参戦となった。実質デビューの第2戦モンツァでは1-2フィニッシュを遂げ、以降参加した8戦中7勝とシリーズを圧倒し2年連続チャンピオンを獲得する。しかしシリーズから外れたル・マン24時間レースには参加しなかった。
翌1991年のスポーツカー世界選手権（SWC）のシーズン序盤、メルセデス陣営では熟成不足のカテゴリー1のC291とともに、カテゴリー2のC11も100kgのハンディキャップを背負い参戦させた。優勝こそなかったものの確実に上位入賞し、第3戦シルバーストン終了時にはドライバー（ジャン＝ルイ・シュレッサー、ヨッヘン・マス）、チームの両タイトルでランキングトップに立っていた。
この年シリーズに復帰したル・マン24時間レースでは1号車、31号車、32号車の計3台のC11を参戦させ、1号車は予選最速タイムをマークし（ただし上位10番グリッドまではカテゴリー1車両となる規則だったため11番グリッドからのスタート）、決勝でも序盤からレースをリードするもオーバーヒートでリタイアし、優勝はマツダ・787Bにさらわれた。31号車はトランスミッションのトラブルによる遅れを挽回し5位入賞。32号車は深夜に他車の落とした破片に乗り上げてマシンを損傷、リタイアした。このル・マンがC11の最後のレースとなった。なおこのレースで31号車に乗るミハエル・シューマッハがファステストラップをマークしている。

## ジュニア・チーム
メルセデスは1990年のWSPCに、1989年のドイツF3で活躍したカール・ヴェンドリンガー、ハインツ＝ハラルド・フレンツェン、ミハエル・シューマッハの3人の若手ドライバーを起用した。1991年から始まるSWCがF1的なスプリントレースとなることをにらんでの起用である。
3人のドライバーはLearners（仮免ドライバーの意）の頭文字をとってLチームと呼ばれ、「教育係」のヨッヘン・マスとともにWSPCに出場、ヴェンドリンガー、シューマッハが1990年中に優勝を飾るなどした。1991年には国際フォーミュラ3000に専念するためフレンツェンがチームを離れたが、ウェンドリンガー、シューマッハはメルセデスに残り1991年のSWCに出場、最終戦オートポリスでヴェンドリンガー・シューマッハ組がこの年メルセデスにとって唯一の優勝を飾った。メルセデスはそのオートポリスをもってSWCから撤退することになるが、ヴェンドリンガー、シューマッハは1991年シーズン途中にF1に進出、フレンツェンも1994年になってF1にステップアップし、若手ドライバーの育成面からみて大きな成果を残した。